# Algerische Fußballnationalmannschaft/Weltmeisterschaften
Der Artikel beinhaltet eine ausführliche Darstellung der algerischen Fußballnationalmannschaft bei Fußball-Weltmeisterschaften. Algerien nahm erst viermal an Weltmeisterschaften teil. Dabei wurde bei der letzten Teilnahme 2014 mit dem Achtelfinaleinzug, wo die Mannschaft in der Verlängerung gegen den späteren Weltmeister Deutschland ausschied, das beste Ergebnis erzielt.

## Übersicht
| Jahr | Gastgeberland  | Teilnahme bis …    | Letzte(r) Gegner               | Ergebnis | Trainer           | Bemerkungen und Besonderheiten |
| ---- | -------------- | ------------------ | ------------------------------ | -------- | ----------------- | --- |
| 1930 | Uruguay        | nicht teilgenommen |                                |          |                   | Kein selbständiger Staat |
| 1934 | Italien        | nicht teilgenommen |                                |          |                   | Kein selbständiger Staat |
| 1938 | Frankreich     | nicht teilgenommen |                                |          |                   | Kein selbständiger Staat |
| 1950 | Brasilien      | nicht teilgenommen |                                |          |                   | Kein selbständiger Staat |
| 1954 | Schweiz        | nicht teilgenommen |                                |          |                   | Kein selbständiger Staat |
| 1958 | Schweden       | nicht teilgenommen |                                |          |                   | Vorläuferequipe der FLN nicht anerkannt |
| 1962 | Chile          | nicht teilgenommen |                                |          |                   | Vorläuferequipe der FLN nicht anerkannt |
| 1966 | England        | zurückgezogen      |                                |          |                   | |
| 1970 | Mexiko         | nicht qualifiziert |                                |          |                   | In der Qualifikation in der 1. Runde an Tunesien gescheitert, das sich aber ebenfalls nicht qualifizieren konnte. |
| 1974 | Deutschland    | nicht qualifiziert |                                |          |                   | In der Qualifikation in der 1. Runde erneut an Guinea gescheitert, das sich aber ebenfalls nicht qualifizieren konnte. |
| 1978 | Argentinien    | nicht qualifiziert |                                |          |                   | In der Qualifikation in der 2. Runde erneut an Tunesien gescheitert. |
| 1982 | Spanien        | Vorrunde           | Deutschland, Österreich, Chile | 13.      | Rachid Mekhloufi  | Algerien schied nach einem Sieg, einer Niederlage und einem Sieg aus. Österreich, das punktgleich mit Algerien war spielte im letzten Spiel gegen Deutschland. Im sogenannten Nichtangriffspakt von Gijón zwischen Deutschland und Österreich beließen es die beiden Mannschaften bei einem 1:0-Sieg für Deutschland, wodurch Österreich gegenüber Algerien das bessere Torverhältnis hatte. |
| 1986 | Mexiko         | Vorrunde           | Nordirland, Brasilien, Spanien | 22.      | Rabah Saâdane     | Als Gruppenletzter ausgeschieden. |
| 1990 | Italien        | nicht qualifiziert |                                |          |                   | In der Qualifikation in der 3. Runde an Ägypten gescheitert. |
| 1994 | USA            | nicht qualifiziert |                                |          |                   | In der Qualifikation in der 2. Runde an Nigeria gescheitert. |
| 1998 | Frankreich     | nicht qualifiziert |                                |          |                   | In der Qualifikation in der 1. Runde an Kenia gescheitert, das sich ebenfalls nicht qualifizieren konnte. |
| 2002 | Südkorea/Japan | nicht qualifiziert |                                |          |                   | In der Qualifikation in der 2. Runde am Senegal gescheitert. |
| 2006 | Deutschland    | nicht qualifiziert |                                |          |                   | In der Qualifikation in der 2. Runde an Angola gescheitert. |
| 2010 | Südafrika      | Vorrunde           | Slowenien, England, USA        | 28.      | Rabah Saâdane     | Als Gruppenletzter ausgeschieden |
| 2014 | Brasilien      | Achtelfinale       | Deutschland                    | 14.      | Vahid Halilhodžić | In der Vorrunde erreichte Algerien hinter Belgien und vor Russland und Südkorea den zweiten Platz, wodurch erstmals das Achtelfinale erreicht wurde, in dem die Mannschaft auf den späteren Weltmeister Deutschland traf und mit 1:2 nach Verlängerung erstmals gegen Deutschland verlor. |
| 2018 | Russland       | nicht qualifiziert |                                |          |                   | In der Qualifikation in der dritten Runde an Nigeria, Kamerun und Sambia gescheitert, von denen sich Nigeria qualifizieren konnte. |
| 2022 | Katar          | nicht qualifiziert |                                |          |                   | In der 3. Qualifikationsrunde an Kamerun gescheitert. |

Statistik (Angaben inkl. 2022: 22 Weltmeisterschaften; Prozentangaben sind gerundet)

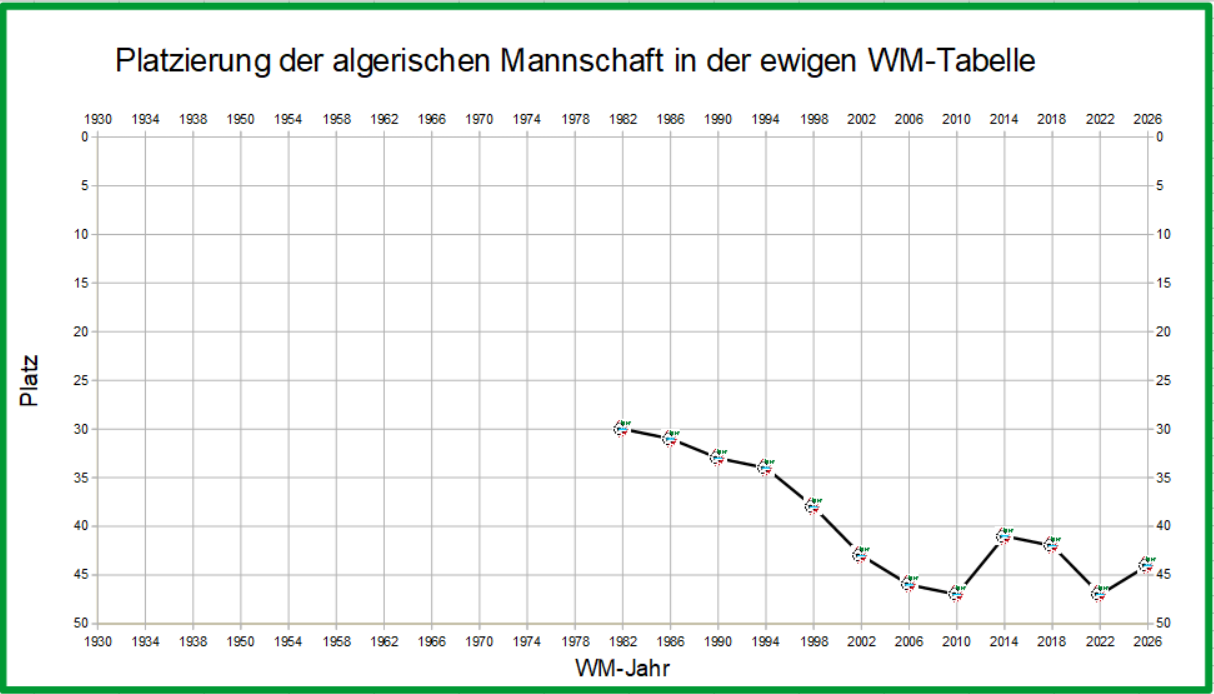
Platzierung der algerischen Mannschaft in der ewigen WM-Tabelle

- Nicht teilgenommen (kein selbständiger Staat oder nicht anerkannt): 7× (31,8 %; 1930 bis 1962)
- Zurückgezogen: 1× (4,5 %; 1966)
- Nicht qualifiziert: 10× (45,5 %; 1970, 1974, 1978, 1990, 1994, 1998, 2002, 2006, 2018 und 2022)
- Sportliche Qualifikation: 4× (18,2 % bzw. bei 28,6 % der Versuche)
  - Vorrunde: 3× (13,6 %; 1982, 1986, 2010)
  - Achtelfinale: 1× (4,5 %; 2014)

## WM-Turniere

### 1930 bis 1962
Als französische Kolonie konnte Algerien bei den ersten fünf Turnieren nicht teilnehmen und 1958 sowie 1962 war die Vorläuferequipe der FLN von der FIFA nicht anerkannt. Mit Alexandre Villaplane und Ernest Libérati standen aber bereits im französischen Kader für die WM 1930 in Algerien geborene Spieler. 1934 standen die in Algerien geborenen Joseph Gonzales und Joseph Alcazar im französischen Kader. 1938 folgten die in Algerien geborenen Abdelkader Ben Bouali, Jean Bastien, Michel Brusseaux und Mario Zatelli. 1954 nahm der in Algerien geborene Abdelaziz Ben Tifour für Frankreich an der WM teil. 1958 gehörte Célestin Oliver zum französischen Kader, der die WM als Dritter abschloss, kam aber zu keinem Einsatz.

### 1966 in England
Für die WM im „Mutterland des Fußballs“ war Algerien erstmals zur Qualifikation zugelassen und sollte in der Qualifikations-Vorrunde gegen Tunesien und Liberia antreten. Da aber den Mannschaften aus Afrika, Asien und Ozeanien nur ein Platz bei der Endrunde zugestanden wurde, zogen alle 15 afrikanischen Mannschaften zurück. Nur Australien und Nordkorea traten zur Qualifikation an, Nordkorea qualifizierte sich für die WM in England.

### 1970 in Mexiko
Für die erste WM in Mittelamerika musste Algerien in der ersten Runde gegen Tunesien antreten. Das erste WM-Qualifikationsspiel am 17. November 1968 in Algier wurde mit 1:2 verloren, so dass Tunesien ein 0:0 im Rückspiel in Tunis reichte, um die zweite Runde zu erreichen. In dieser scheiterte Tunesien durch Losentscheid nach Entscheidungsspiel an Marokko, das damit als erste afrikanische Mannschaft nach dem Zweiten Weltkrieg an einer WM-Endrunde teilnehmen durfte.

### 1974 in Deutschland
In der Qualifikation für die erste WM in Deutschland traf Algerien in der ersten Runde auf Guinea. Nach einem 1:0 in Algier wurde in Conakry mit 1:5 verloren, womit die Qualifikation verpasst wurde. Guinea schied in der zweiten Runde gegen Marokko aus, das in der vierten Runde an Zaire scheiterte, das sich als Afrika-Vertreter für das WM-Endrundenturnier qualifizierte.

### 1978 in Argentinien
Für die vierte WM in Südamerika musste Algerien in der Qualifikation zunächst gegen Libyen antreten und gewann das Heimspiel mit 1:0. Ein torloses Remis im Rückspiel reichte, um erstmals die zweite Runde zu erreichen, in der Tunesien der Gegner war. Nach einem 0:2 in Tunis reichte das 1:1 im Rückspiel nicht zum Weiterkommen. Tunesien sicherte sich am Ende den einzigen afrikanischen WM-Startplatz beim Endrundenturnier in Argentinien.

### 1982 in Spanien
Für die Qualifikation zur WM auf der iberischen Halbinsel, zu der den Afrikanern erstmals zwei Plätze zugestanden wurde, musste Algerien zunächst gegen Sierra Leone antreten und nach einem 2:2 in Sierra Leone wurde das Rückspiel mit 3:1 gewonnen. In der zweiten Runde war der Sudan der nächste Gegner und mit 2:0 im Heimspiel und einem 1:1 im Rückspiel wurde die dritte Runde erreicht. In dieser wurde der Niger im Heimspiel mit 4:0 besiegt, so dass ein 0:1 im Rückspiel verkraftet werden konnte. In der letzten Runde gelangen zwei Siege (2:1 und 2:0) gegen Nigeria, womit Algerien sich erstmals für die WM-Endrunde qualifizieren konnte. Als zweiter Afrika-Vertreter qualifizierte sich Kamerun, ebenfalls erstmals.
Bei der Endrunde gelang ein überraschender 2:1-Auftaktsieg gegen Europameister Deutschland, der die Algerier unterschätzte. Im zweiten Spiel gegen Österreich wurde nach überlegener aber torloser 1. Halbzeit mit 0:2 verloren. Das letzte Vorrundengruppenspiel der Algerier gegen Chile fand einen Tag vor dem Spiel der beiden europäischen Mannschaften statt. Zwar führte die Mannschaft zur Halbzeit bereits mit 3:0 und hätte sich bei diesem Spielstand so gut wie sicher für die Finalrunde qualifiziert, doch gelang es den Chilenen gegen Ende der Partie, noch zwei Tore gegen die Mannschaft mit den Stars Lakhdar Belloumi und Rabah Madjer zu erzielen. Aufgrund dieser Ausgangslage reichten der deutschen Nationalelf und der österreichischen Mannschaft ein 1:0, für das bereits in der 10. Spielminute ein Tor von Horst Hrubesch sorgte, zum Einzug in die zweite Finalrunde. Nach Hrubeschs Treffer waren beide Mannschaften hauptsächlich darauf bedacht, dieses Ergebnis zu halten, weswegen dieser sogenannte Nichtangriffspakt auch als „Schande von Gijón“ bezeichnet wird. Als Konsequenz daraus legte die FIFA später fest, dass bei folgenden Weltmeisterschaften am letzten Spieltag jeder Vorrunden-Gruppe beide Spiele zum gleichen Zeitpunkt ausgetragen werden.

### 1986 in Mexiko
Die Qualifikation zur zweiten WM in Mexiko führte dazu, dass Algerien nach einem Freilos in der ersten Runde, in der zweiten Runde zunächst erstmals gegen Angola antreten musste. In Luanda gelang ein 0:0 und beim Rückspiel in Algier reichte ein 3:2 zum Weiterkommen. Gegen Sambia wurden in der dritten Runde beide Spiele gewonnen (2:0 und 1:0). In der Finalrunde gelangen gegen Tunesien ebenfalls zwei Siege (4:1 und 3:0), so dass zum zweiten Mal die Endrunde erreicht wurde. Als zweiter Afrika-Vertreter qualifizierte sich Marokko, ebenfalls zum zweiten Mal.
Bei der Endrunde erreichte das algerische Team im ersten Spiel der Vorrunde gegen Nordirland nach einer schwachen Leistung nur ein 1:1. Das zweite Gruppenspiel gegen Mitfavorit Brasilien ging 0:1 verloren, auch wenn Algerien durch Belloumi und Assad zu guten Chancen kam. Das einzige Tor für Brasilien fiel nach einem Abwehrfehler. Nach einer weiteren klaren 0:3-Niederlage gegen Spanien schied Algerien aus und verabschiedete sich für 24 Jahre von der WM-Bühne.

### 1990 in Italien
Für die Qualifikation zur zweiten WM in Italien musste Algerien erst in der zweiten Runde gegen die Elfenbeinküste, Simbabwe und Libyen antreten, das aber nach Niederlagen gegen die Elfenbeinküste und Algerien zurückzog. Als Gruppensieger mit nur einem Punktverlust (0:0 gegen die Elfenbeinküste) wurde die dritte Runde erreicht. In dieser konnte sich Algerien nicht gegen Ägypten durchsetzen. Nach einem 0:0 in Constantine wurde das Rückspiel in Kairo mit 0:1 verloren und Ägypten qualifizierte sich damit nach 56 Jahren wieder für die WM. Als zweiter Afrika-Vertreter qualifizierte sich Kamerun, ebenfalls wie Ägypten zum zweiten Mal, aber nur nach achtjähriger Pause.

### 1994 in den Vereinigten Staaten
Für die Qualifikation zur WM in den USA wurden die Algerier in eine Gruppe mit Ghana, Burundi und Uganda gelost, das aber zurückzog. Mit 5:3 Punkten wurde als Gruppensieger die nächste Runde erreicht. In dieser waren Nigeria und die Elfenbeinküste stärker. Algerien verlor beide Auswärtsspiele und erreichte in den Heimspielen nur jeweils ein 1:1. Durch das bessere Torverhältnis qualifizierte sich Nigeria erstmals für die Endrunde. Erstmals standen afrikanischen Teams drei Endrundenplätze zu. Diese gingen an Marokko, Nigeria und Kamerun.

### 1998 in Frankreich
Die Qualifikation zur zweiten WM in Frankreich verlief noch schlechter. Bereits in der ersten Runde schied Algerien nach einem 1:3 in Nairobi und einem 1:0 im Rückspiel gegen Kenia aus. Kenia belegte in einer der fünf Vierergruppen der zweiten Runde nur den dritten Platz hinter Nigeria und Guinea und vor Burkina Faso. Die fünf Gruppensieger der zweiten Runde qualifizierten sich für die WM in Frankreich; es waren Nigeria, Tunesien, Südafrika, Kamerun und Marokko.

### 2002 in Japan und Südkorea
In der Qualifikation für die erste WM in Asien setzte sich Algerien in der ersten Runde mit 0:0 und 2:0 gegen Kap Verde durch, gegen das erstmals angetreten wurde. In der zweiten Runde waren dann der Senegal, Marokko, Ägypten und Namibia die Gegner. Nach einem 1:1 gegen den Senegal wurde in Marokko mit 1:2 verloren. Es gelang zwar ein 1:0 gegen Namibia, aber danach wurden drei Spiele verloren. Das 4:0 gegen Namibia und ein abschließendes 1:1 gegen Ägypten reichten dann nicht mehr zur Qualifikation, die als Gruppenvierter deutlich verpasst wurde. Wie schon 1998 qualifizierten sich die fünf Gruppensieger der zweiten Runde für die WM-Endrunde; es waren Kamerun, Nigeria, Senegal, Tunesien und Südafrika.

### 2006 in Deutschland
Auch für die zweite Weltmeisterschaft in Deutschland konnte sich Algerien nicht qualifizieren. Nach zwei Siegen in der ersten Runde gegen den Niger (1:0 und 6:0), waren in der zweiten Runde Angola, Nigeria, Simbabwe und Gabun stärker. Lediglich Ruanda war noch schwächer. Für Gruppensieger Angola bedeutete dies die erste erfolgreiche Qualifikation für eine WM-Endrunde. Die vier anderen Gruppensieger, die sich ebenfalls qualifizierten, waren: Togo, Ghana, die Elfenbeinküste und Tunesien.

### 2010 in Südafrika

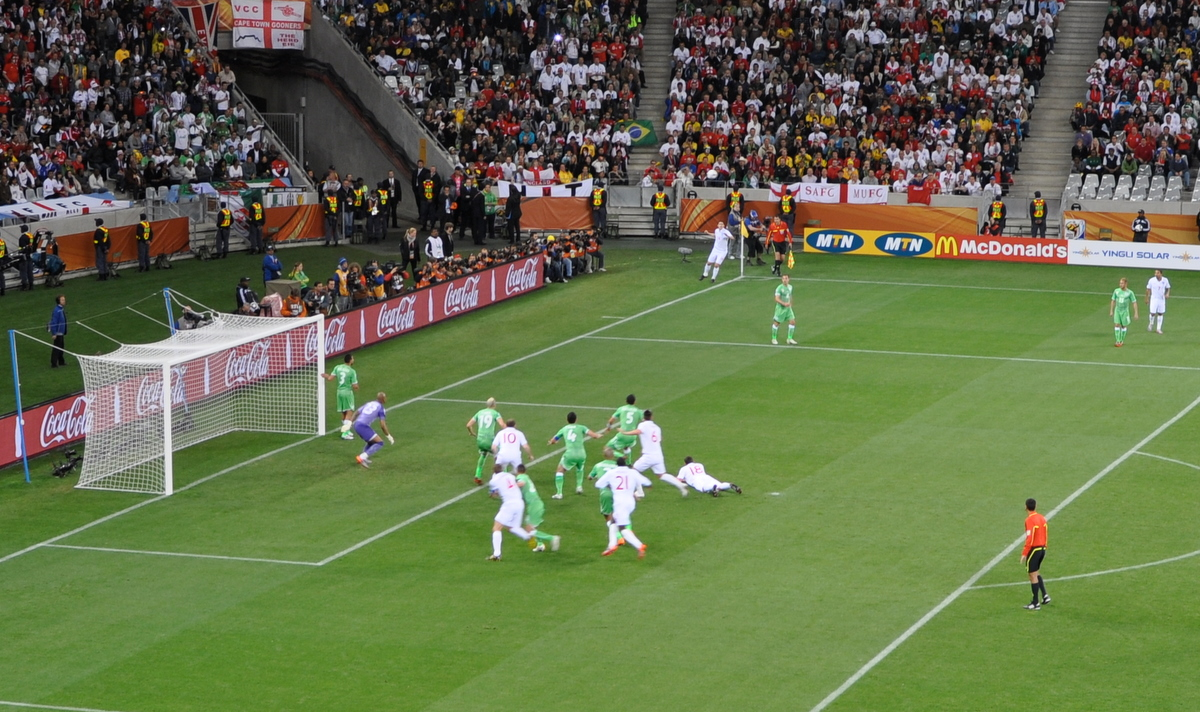
Szene aus dem Spiel gegen England

Die Qualifikation für die erste WM in Afrika gelang dann wieder. Algerien setzte sich zunächst in der zweiten Runde gegen Gambia, den Senegal und Liberia durch. Dabei profitierte Algerien davon, dass sich der Senegal und Gambia im letzten Spiel 1:1 trennten, so dass Algerien das 0:0 in Monrovia gegen Liberia reichte, um mit einem Punkt Vorsprung als Gruppensieger die dritte Runde zu erreichen. In dieser konnte sich Algerien im Entscheidungsspiel gegen Ägypten durchsetzen. Dieses war notwendig geworden, nachdem beide in einer Gruppe mit Sambia und Ruanda 9:4 Tore und 13 Punkte erzielt hatten und gegeneinander mit gleicher Tordifferenz gewonnen hatten. Schon nach dem letzten Qualifikationsspiel in Kairo am 14. November 2009 war es zu Verletzungen von Algeriern durch ägyptische Fans gekommen, über die aber in der ägyptischen Presse nicht oder allenfalls stark geschönt berichtet wurde. In der algerischen Presse war hingegen zunächst gar von Toten die Rede, die später aber von offizieller Regierungsseite dementiert wurden. Nach dem Entscheidungsspiel im Sudan wurden nun Ägypter von Algeriern angegriffen. Die ägyptischen Medien sprachen zeitweilig von mehreren Dutzend Toten, bis diese Berichte wiederum richtiggestellt wurden. In der Zwischenzeit kam es zu starker Erregung vor allem in der ägyptischen Bevölkerung; unter anderem meldete sich auch Gamal Mubarak zu Wort, der ägyptische Generalsekretär des politischen Komitees der regierenden Nationaldemokratischen Partei und Sohn des damaligen Staatspräsidenten Husni Mubarak. Die vier anderen Gruppensieger, die sich ebenfalls qualifizierten, waren: Kamerun, Nigeria, Ghana und die Elfenbeinküste. Als sechster afrikanische Mannschaft nahm noch Gastgeber Südafrika teil.
Bei der Weltmeisterschaftsendrunde traf die Mannschaft in der Vorrunde zunächst auf Slowenien und hielt lange ein 0:0. Sechs Minuten nachdem Abdelkader Ghezzal mit Gelb-Roter Karte vom Platz gestellt wurde, gelang Robert Koren durch einen Fehler von Torwart Faouzi Chaouchi der 1:0-Siegtreffer für Slowenien. Chaouchi wurde danach nicht mehr eingesetzt und gegen England gelang – auch durch eine starke Leistung von Torwart Raïs M’Bolhi – ein 0:0, so dass er auch im letzten Spiel gegen die USA eingesetzt wurde. Dieses verlor Algerien dann aber durch ein Tor in der Nachspielzeit mit 0:1 und schied so aus, ohne ein Tor erzielt zu haben.

### 2014 in Brasilien

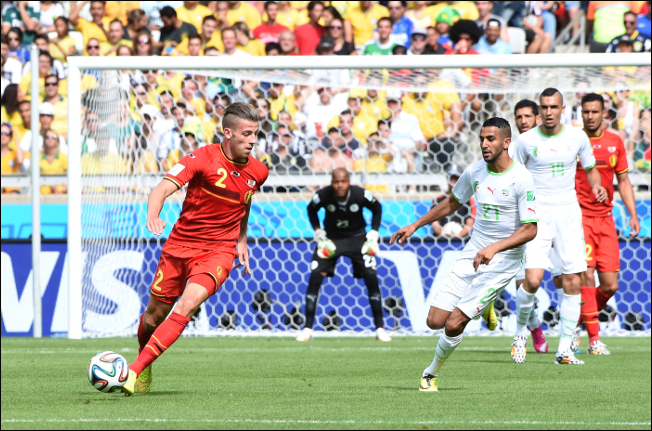
Szene aus dem Auftaktspiel gegen Belgien

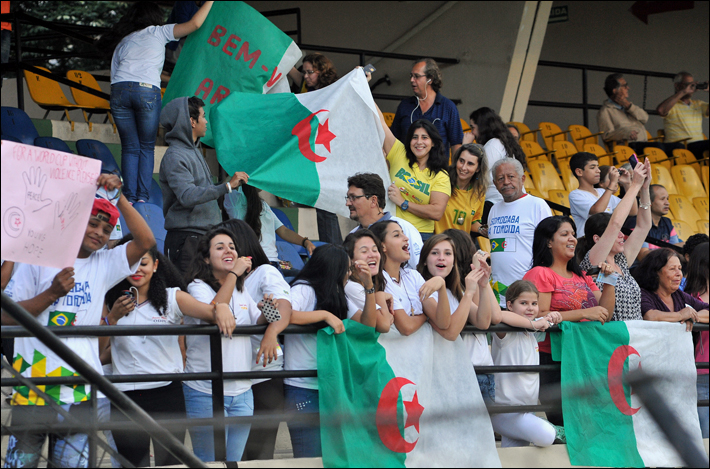
Algerische Fans bei der WM in Brasilien

In der Qualifikation für die zweite WM in Brasilien konnte sich Algerien, das seit Juli 2011 vom Bosnier Vahid Halilhodžić trainiert wurde, in der Gruppenphase mit fünf Siegen und einer Niederlage gegen Mali, Benin und Ruanda durchsetzen. In den anschließenden Entscheidungsspielen verlor die Mannschaft aber zunächst das Hinspiel in Burkina Faso mit 2:3. Das 1:0 im Rückspiel reichte aber noch, um sich durch die Auswärtstorregel für die WM-Endrunde zu qualifizieren. Mit Algerien, Kamerun, Nigeria, Ghana und der Elfenbeinküste qualifizierten sich dieselben fünf afrikanischen Mannschaften wie bei der vorhergehenden WM 2010 in Südafrika.
Bei der Endrunde gelang der Mannschaft erstmals der Einzug ins Achtelfinale einer Weltmeisterschaft. Im Auftaktspiel gegen Belgien ging Algerien durch einen von Sofiane Feghouli in der 24. Minute verwandelten Foulelfmeter in Führung. Belgien konnte das Spiel durch zwei Tore in der Schlussviertelstunde aber noch drehen. Das zweite Spiel gegen Südkorea wurde dann mit 4:2 gewonnen, so dass gegen Russland im letzten Spiel ein Remis reichte. Das entscheidende Tor zum 1:1 gegen die Russen schoss Islam Slimani. Im Achtelfinale folgte das Ausscheiden gegen den späteren Weltmeister Deutschland nach einem 1:2 nach Verlängerung, bei dem die algerische Mannschaft lange Zeit die bessere Mannschaft war und der deutsche Torhüter Manuel Neuer mehrfach algerische Konter abfing. Alle Tore fielen erst in der Verlängerung, das algerische in der Nachspielzeit unmittelbar nach dem 0:2. Nach dem Achtelfinalaus verzichtete Halilhodžić darauf seinen Vertrag mit dem algerischen Verband zu verlängern.

### 2018 in Russland
In der Qualifikation musste die Mannschaft erst in der zweiten Runde eingreifen, die im November 2015 stattfand. Gegner war dann Tansania, der Sieger der Erstrundenbegegnung gegen Malawi. Nach einem 2:2 in Tansania gelang Algerien drei Tage später mit dem 7:0 im Heimspiel der höchste Sieg in dieser Runde. Damit standen die Algerier in der dritten Runde, die im Oktober 2016 begann und bis November 2017 dauerte. Hier trafen sie in der einzigen Gruppe mit drei ehemaligen afrikanischen WM-Teilnehmern auf Kamerun, Nigeria und Sambia. Nach einem 1:1 zum Auftakt gegen Kamerun verloren sie die nächsten drei Spiele und hatten damit schon vor den beiden letzten Spielen keine Chance mehr die Endrunde zu erreichen. Den einzigen Sieg dieser Runde erhielten sie dann am grünen Tisch zugesprochen, da die Nigerianer beim 1:1 einen nicht spielberechtigten Spieler eingesetzt hatten.

### 2022 in Katar
In der Qualifikation musste die Mannschaft erst in der zweiten Runde gegen Burkina Faso, Dschibuti, das in der ersten Runde Eswatini ausschaltete, und den Niger antreten. Wegen der COVID-19-Pandemie wurde die zweite Runde, die eigentlich im März 2020 beginnen sollte, mehrfach verschoben und begann dann erst im September 2021. Algerien startete mit einem 8:0 gegen Dschibuti und einem 1:1 in Burkina Faso. Im Oktober folgten zwei Siege gegen den Niger (6:1 und 4:0). Auf „neutralem“ Platz in Kairo gelang ein 4:0 gegen Dschibuti, so dass im Gruppenendspiel gegen Burkina Faso ein 2:2 zum Gruppensieg reichte. In der dritten Runde trafen die Algerier auf Kamerun. In Kamerun gewannen die Algerier das Hinspiel mit 1:0. Im Rückspiel in Blida stand es nach 90 Minuten 0:1, so dass es zur Verlängerung kam. In dieser konnten die Algerier in der 118. Minute ausgleichen, mussten aber in der vierten Minute der Nachspielzeit noch das Tor zum 1:2-Endstand hinnehmen, so dass sie aufgrund der Auswärtstorregel die WM verpassen.

### 2026 in Kanada, Mexiko und den USA
Für die erste WM in drei Ländern wurde die Zahl der Teilnehmer auf 48 erhöht und den afrikanischen Mannschaften vier feste Plätze mehr zugestanden, so dass sich nun neun CAF-Mitglieder direkt qualifizieren können. Eine weitere afrikanische Mannschaft, die unter den Gruppenzweiten der ersten Runde ermittelt wird, nimmt am WM-Play-off-Turnier im März 2026 teil. Die Algerier treffen in der ersten Runde zwischen November 2023 und Oktober 2025 in Hin- und Rückspielen auf Botswana, Guinea, Mosambik, Somalia und Uganda. Außer gegen Somalia, gegen das noch nicht gespielt wurde, ist die Bilanz gegen die Gegner positiv.

## Spieler

### Rangliste der algerischen WM-Spieler mit den meisten Einsätzen

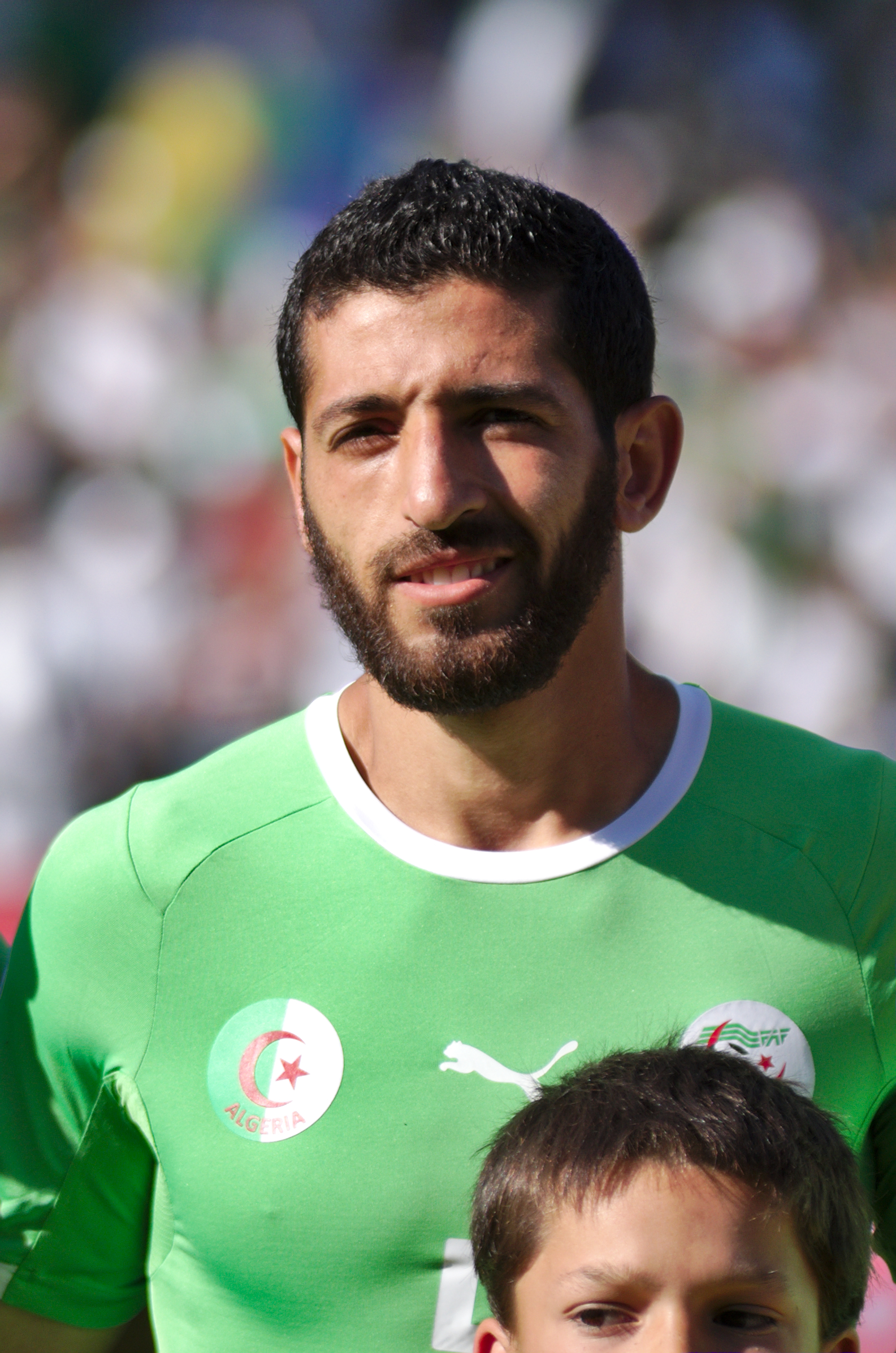
Rafik Halliche, Algerier mit den meisten WM-Spielen

01. Rafik Halliche – 7 Spiele bei 2 Turnieren
02. Madjid Bougherra, Mahmoud Guendouz, Medhi Lacen, Rabah Madjer, Faouzi Mansouri, Raïs M’Bolhi – 6 Spiele bei 2 Turnieren
08. Salah Assad, Lakhdar Belloumi, Noureddine Kourichi, Djamel Zidane – 5 Spiele bei 2 Turnieren

### Rangliste der algerischen WM-Spieler mit den meisten Toren
01. Salah Assad, Islam Slimani und Abdelmoumene Djabou – 2 Tore
04. Djamel Zidane, Rabah Madjer, Rafik Halliche, Yacine Brahimi und Sofiane Feghouli je 1 Tor

### WM-Kapitäne
- 1982: Ali Fergani
- 1986: Mahmoud Guendouz
- 2010: Anthar Yahia
- 2014: Madjid Bougherra (1. und 2. Spiel), Rafik Halliche (3. Spiel und Achtelfinale)

### Bei Weltmeisterschaften gesperrte Spieler
- 2010: Abdelkader Ghezzal erhielt im ersten Spiel gegen Slowenien die Gelb-Rote Karte und war für das zweite Spiel gegen England gesperrt. Anthar Yahia erhielt in der dritten Minute der Nachspielzeit des letzten Spiels gegen die USA die Gelb-Rote Karte. Da Algerien ausschied, wurde die folgende Spielsperre auf das erste Spiel in der Qualifikation zur Afrikameisterschaft 2012 übertragen. Die zweiten gelben Karten für Medhi Lacen und Hassan Yebda im Spiel gegen die USA hatte aufgrund des Ausscheidens keinen weiteren Effekt.

### Anteil der im Ausland spielenden Spieler im WM-Kader
Bei der ersten beiden Teilnahmen setzte Algerien schon Legionäre ein, die den Kern der Mannschaft stellten. 2010 und 2014 standen dann nur noch drei bzw. zwei Spieler im Kader, die in Algerien spielten.
| Jahr (Spiele) | Anzahl (Länder) | Spieler (Einsätze) |
| ------------- | --- | --- |
| 1982 (3)      | 7 (1 in Belgien, 6 in Frankreich) | Djamel Zidane (2); Abdelmajid Bourebbou (1), Mustapha Dahleb (3), Noureddine Kourichi (3), Faouzi Mansouri (3), Karim Maroc (0), Djamel Tlemçani (1) |
| 1986 (3)      | 11 (1 in Belgien, 1 in England, 8 in Frankreich, 1 in Portugal)                                                                                     | Djamel Zidane (3); Rachid Harkouk (2); Salah Assad (2), Tedj Bensaoula (1), Fathi Chebal (0), Noureddine Kourichi (2), Abdellah Liegeon (2), Alim Ben Mabrouk (2), Faouzi Mansouri (3), Karim Maroc (2); Rabah Madjer (3) |
| 2010 (3)      | 20 (1 in Bulgarien, 3 in Deutschland, 3 in England, 7 in Frankreich, 1 in Griechenland, 2 in Italien, 1 in Portugal, 1 in Schottland, 1 in Spanien) | Raïs M’Bolhi (2); Karim Matmour (3), Anthar Yahia (3), Karim Ziani (3); Nadir Belhadj (3), Adlène Guedioura (3), Hassan Yebda (3); Djamel Abdoun (1), Habib Bellaïd (0), Foued Kadir (3), Yazid Mansouri (0), Carl Medjani (0) Ryad Boudebouz (3) Rafik Saïfi (2); Rafik Djebbour (2); Abdelkader Ghezzal (2), Djamel Mesbah (1); Rafik Halliche (3); Madjid Bougherra (3); Medhi Lacen (3)                                                  |
| 2014 (4)      | 21 (1 in Bulgarien, 3 in England, 3 in Frankreich, 4 in Italien, 1 in Katar, 1 in Kroatien, 3 in Portugal, 4 in Spanien, 1 in Tunesien)             | Raïs M’Bolhi (4); Essaïd Belkalem (3), Nabil Bentaleb (3), Riyad Mahrez (1); Aïssa Mandi (3), Carl Medjani (3), Mehdi Mostefa (2); Faouzi Ghoulam (3), Djamel Mesbah (2), Saphir Taïder (2), Hassan Yebda (1); Madjid Bougherra (3); El Arbi Hillel Soudani (3); Rafik Halliche (4), Nabil Ghilas (3), Islam Slimani (4); Yacine Brahimi (3), Liassine Cadamuro-Bentaïba (0), Medhi Lacen (3), Sofiane Feghouli (4); Abdelmoumene Djabou (3) |

## Spiele
Algerien bestritt bisher 13 WM-Spiele, davon wurden drei gewonnen, sieben verloren und drei endeten remis. Das letzte Spiel, das bisher einzige K.-o.-Spiel, musste verlängert werden und wurde in der Verlängerung verloren. Algerien spielte einmal gegen den späteren Weltmeister (2014) aber nie gegen den Gastgeber, Titelverteidiger oder WM-Neulinge. Deutschland ist der erste und bisher letzte Gegner sowie die einzige Mannschaft gegen die Algerien zweimal spielte.
| Alle WM-Spiele |               |                    |           |              |                      |                                            |
| Nr.            | Datum         | Gegner             | Ergebnis  | Anlass       | Austragungsort       | Bemerkung                                  |
| 1.             | 16. Juni 1982 | BR Deutschland     | 2:1       | Vorrunde     | Gijón (ESP)          |                                            |
| 2.             | 21. Juni 1982 | Österreich         | 0:2       | Vorrunde     | Oviedo (ESP)         | Erstes Länderspiel gegen Österreich        |
| 3.             | 24. Juni 1982 | Chile              | 3:2       | Vorrunde     | Oviedo (ESP)         | Erstes Länderspiel gegen Chile             |
| 4.             | 3. Juni 1986  | Nordirland         | 1:1       | Vorrunde     | Guadalajara (MEX)    |                                            |
| 5.             | 6. Juni 1986  | Brasilien          | 0:1       | Vorrunde     | Guadalajara (MEX)    |                                            |
| 6.             | 12. Juni 1986 | Spanien            | 0:3       | Vorrunde     | Monterrey (MEX)      | Erstes Länderspiel gegen Spanien           |
| 7.             | 13. Juni 2010 | Slowenien          | 0:1       | Vorrunde     | Polokwane (ZAF)      | Erstes Länderspiel gegen Slowenien         |
| 8.             | 18. Juni 2010 | England            | 0:0       | Vorrunde     | Kapstadt (ZAF)       | Erstes Länderspiel gegen England           |
| 9.             | 23. Juni 2010 | Vereinigte Staaten | 0:1       | Vorrunde     | Pretoria (ZAF)       | Erstes Länderspiel gegen die USA           |
| 10.            | 17. Juni 2014 | Belgien            | 1:2       | Vorrunde     | Belo Horizonte (BRA) |                                            |
| 11.            | 22. Juni 2014 | Südkorea           | 4:2       | Vorrunde     | Porto Alegre (BRA)   | Erstes WM-Spiel mit mehr als drei Treffern |
| 12.            | 26. Juni 2014 | Russland           | 1:1       | Vorrunde     | Curitiba (BRA)       | Erstes Länderspiel gegen Russland          |
| 13.            | 30. Juni 2014 | Deutschland        | 1:2 n. V. | Achtelfinale | Porto Alegre (BRA)   | Erste Niederlage gegen Deutschland         |

Die algerische Mannschaft erzielte ihre höchsten Siege gegen folgende Länder bei WM-Turnieren
- Chile: 1982 Vorrunde 3:2 (einziges Spiel gegen Chile)
- Südkorea: 2014 Vorrunde 4:2 (zudem ein 3:1 beim Merdeka Cup 1983)

Gegen folgende Länder kassierte die algerische Mannschaft ihre höchsten Niederlagen bei WM-Turnieren
- Deutschland: 2014 Achtelfinale 1:2 n. V. (einzige Niederlage gegen Deutschland)
- Österreich: 1982 Vorrunde 0:2 (einziges Spiel gegen Österreich)
- Slowenien: 2010 Vorrunde 0:1 (einzige Niederlage gegen Slowenien)
- Spanien: 1986 Vorrunde 0:3 (einziges Spiel gegen die spanische A-Nationalmannschaft)
- Vereinigte Staaten: 2010 Vorrunde 0:1 (einziges Spiel gegen die USA)